# Johan Fano
Pour les articles homonymes, voir Fano.
Johan Javier Fano Espinoza, né le 9 août 1978 à Huánuco au Pérou, est un footballeur international péruvien qui jouait au poste d'attaquant. Il est désormais entraîneur.

## Biographie

### Carrière de joueur

#### En club
Il commence sa carrière de joueur le 5 mars 1995 pour le club de sa ville natale du León de Huánuco. Fano joue ensuite pour plusieurs clubs péruviens durant sa carrière. Il joue pour les deux grands clubs péruviens de l'Universitario et de l'Alianza Lima, et inscrit notamment 44 buts pour le Coronel Bolognesi. 
En 2008-09, il inscrit en tout 35 buts en 66 matchs pour le club colombien de l'Once Caldas avec lequel il remporte le Tournoi d'ouverture 2009. En décembre 2009, l'attaquant péruvien est acheté par le club mexicain de l'Atlante pour un contrat d'un an. Il réussit à devenir le meilleur buteur du Tournoi de clôture 2010 avec 10 buts.

#### En équipe nationale
Fano a disputé 17 matchs avec l'équipe du Pérou avec un total de trois buts marqués, tous dans le cadre des éliminatoires de la Coupe du monde 2010, dont il a disputé 11 rencontres (sur 18). 
Buts en sélection
| Buts en sélection de Johan Fano | Buts en sélection de Johan Fano | Buts en sélection de Johan Fano            | Buts en sélection de Johan Fano | Buts en sélection de Johan Fano | Buts en sélection de Johan Fano | Buts en sélection de Johan Fano |
|                                 | Date                            | Lieu                                       | Adversaire                      | Score                           | Résultat                        | Compétition                     |
| ------------------------------- | ------------------------------- | ------------------------------------------ | ------------------------------- | ------------------------------- | ------------------------------- | ------------------------------- |
| 1.                              | 10 septembre 2008               | Estadio Monumental, Lima (Pérou)           | Argentine                       | 1-1                             | 1-1                             | QCM 2010                        |
| 2.                              | 29 mars 2009                    | Estadio Monumental, Lima (Pérou)           | Chili                           | 1-2                             | 1-3                             | QCM 2010                        |
| 3.                              | 14 octobre 2009                 | Estadio Alejandro Villanueva, Lima (Pérou) | Bolivie                         | 1-0                             | 1-0                             | QCM 2010                        |

### Carrière d'entraîneur
Devenu entraîneur, Johan Fano prend les rênes du Águilas Doradas en Colombie en 2021. Il commence sa carrière d'entraîneur par une victoire 1-0 sur l'Independiente Santa Fe lors de la 20e journée du championnat 2021 (Clôture).

## Palmarès

### En club
| Once Caldas - Championnat de Colombie (1) : - Champion : 2009 (A). |  | Sport Boys - Championnat du Pérou (D2) (1) : - Champion : 2017. |

### Distinctions individuelles
- Meilleur buteur du championnat du Pérou en 2007 avec 19 buts.
- Meilleur buteur du Tournoi de clôture 2010 (Mexique) (ex aequo avec Javier Chicharito Hernández et Herculez Gomez) avec 10 buts.